# Lepiota helveola
Lepiota helveola är en svampart som beskrevs av Bres. 1882. Lepiota helveola ingår i släktet Lepiota och familjen Agaricaceae.   Inga underarter finns listade i Catalogue of Life.